# Berantevilla
Berantevilla (baskisch Beranturi) ist eine spanische Gemeinde in der Provinz Álava (Autonome Gemeinschaft Baskenland) mit 459 Einwohnern (Stand: 2024). Zur Gemeinde gehören neben dem Hauptort Berantevilla noch die Ortschaften Escanzana, Lacervilla, Lacorzanilla, Mijancas, Santa Cruz del Fierro, Santurde und Tobera.

## Geographie
Die Gemeinde liegt im Südwesten der Provinz am Ufer des Flusses Ayuda etwa 30 Kilometer südwestlich von Vitoria-Gasteiz und östlich der N 124 bei Miranda de Ebro. Am einer Staustufe des Flusses Ayuda liegt der Park Area Recreativa de Linares mit Picknick- und Bademöglichkeiten.

## Bevölkerungsentwicklung
| Jahr      | 1970 | 1981 | 1991 | 2001 | 2011 | 2021 |
| Einwohner | 518  | 425  | 421  | 457  | 494  | 465  |

## Sehenswürdigkeiten
- Kirche Mariä Himmelfahrt (Iglesia de Nuestra Señora de la Asunción) in Berantevilla
- weitere Kirchen

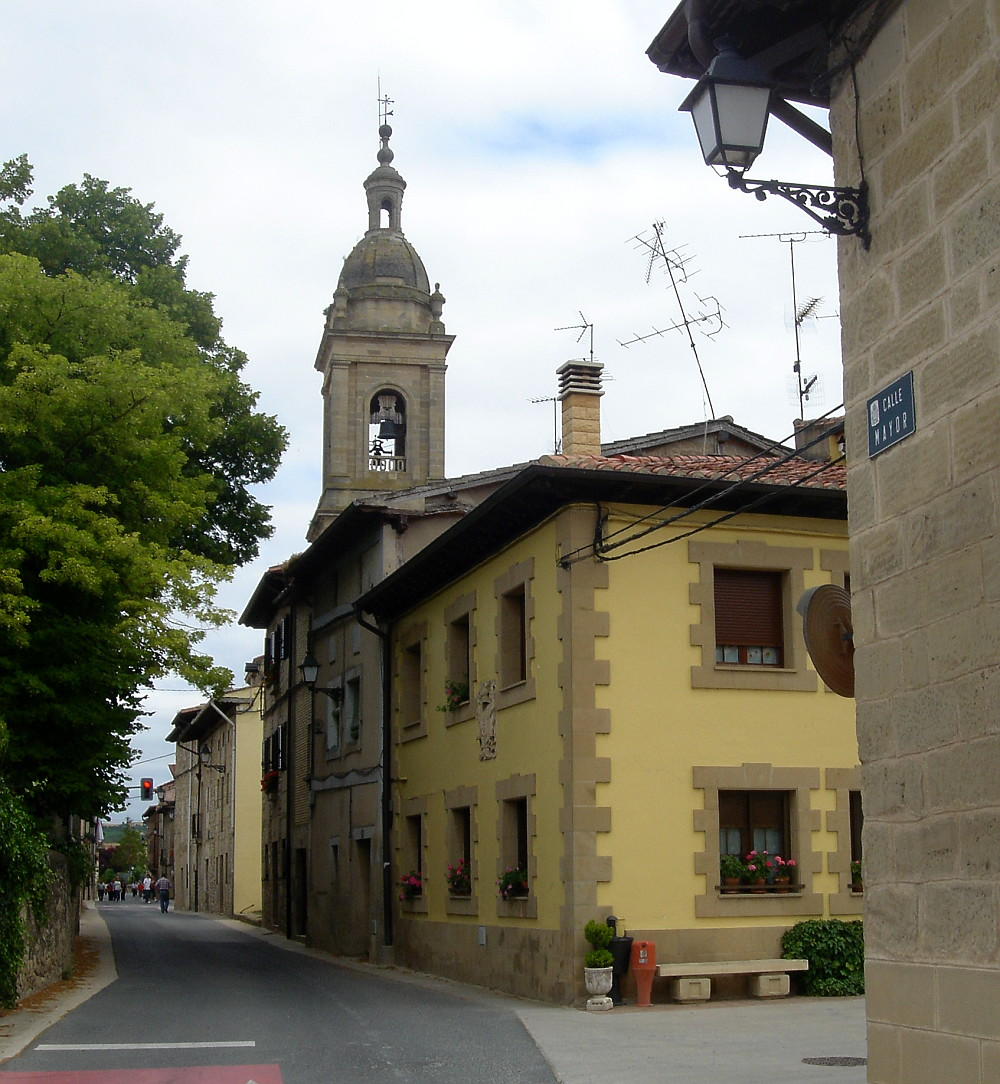
Kirche Mariä Himmelfahrt
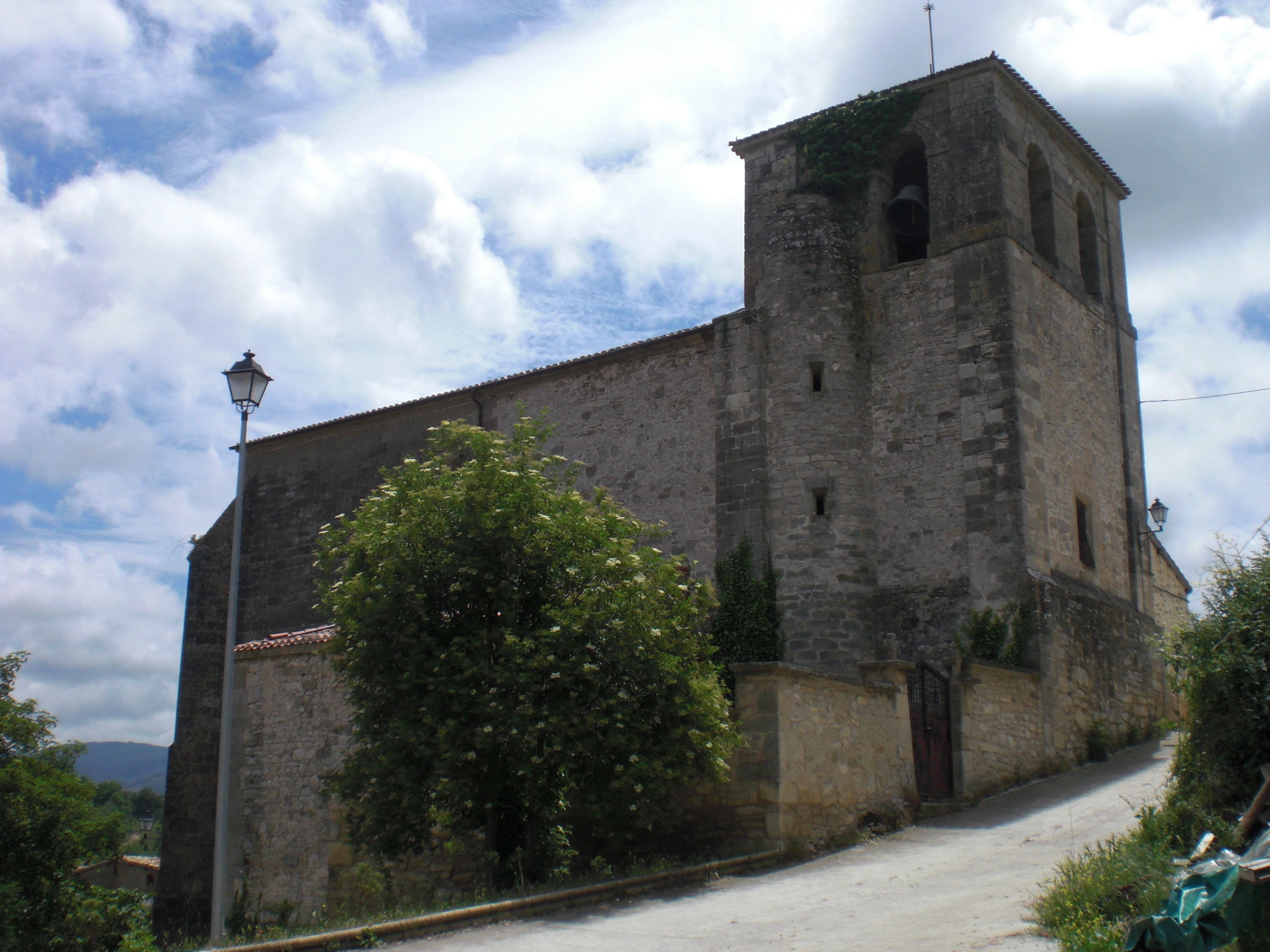
Kirche in Mijancas
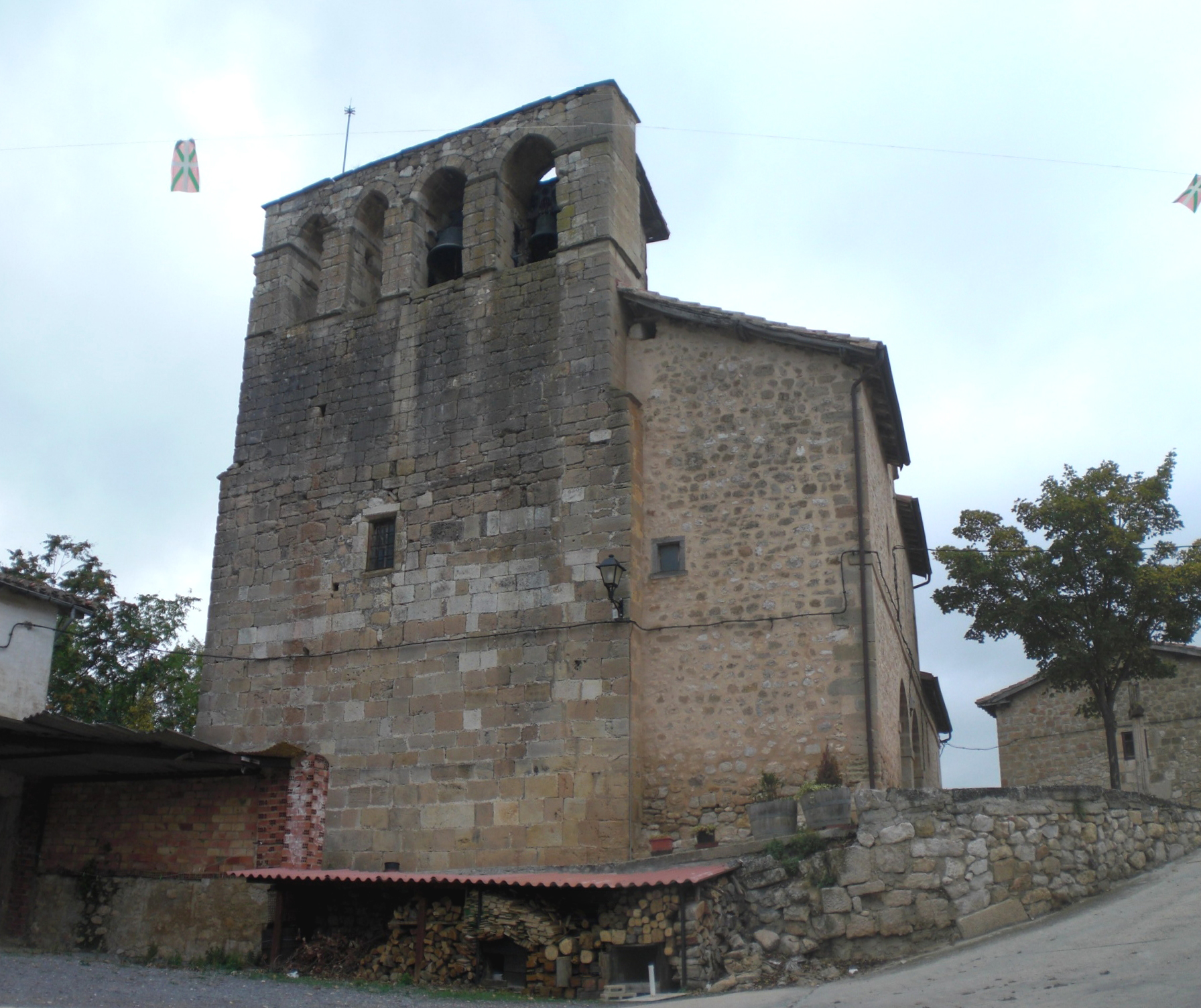
Kirche in Santurde

## Klima
In Berantevilla sind die Sommer warm und trocken, die Winter sehr kalt und windig. Im Verlauf des Jahres bewegt sich die Temperatur in der Regel zwischen 1 °C und 28 °C und liegt selten unter −3 °C oder über 34 °C.